# ديف لويس (سائق سيارة سباق)
ديف لويس (بالإنجليزية: Dave Lewis)‏ هو مهندس أمريكي، ولد في 11 مايو 1881، وتوفي في 13 مايو 1928.

## روابط خارجية
- ديف لويس على موقع DriverDB.com (الإنجليزية)